# Óscar Cadena
Óscar Marcial Cadena Jiménez (10 de noviembre de 1945 - 28 de octubre de 2021) fue un periodista, presentador de televisión y ambientalista mexicano conocido en México por sus programas de televisión Cámara Infraganti y Encadenate.

## Carrera
Cadena saltó a la fama nacional en los años 80 con la creación y conducción de su programa más famoso, Cámara Infraganti estrenado en 1988. El programa, que consistía en videos divertidos, bromas y enfrentamientos de personas que infringían la ley o cometían delitos menores, se convirtió en un éxito de audiencia.  
Una de las secciones más queridas del programa era la sección de Sopa de videos, en la cual los televidentes podían mandar sus propias grabaciones de accidentes y bromas para diversión del resto del público.
Debido a un infarto que sufrió en 2001, Cadena decide terminar su contrato con Televisa y opta por convertirse en un reportero local de Cancún.
Óscar Cadena falleció el 28 de octubre de 2021, tras sufrir un infarto. Su familia dio a conocer la noticia en la cuenta de Instagram del periodista. Es sobrevivido por su esposa Gaby Castro y su hija María José.